# Liste der analogen Fernsehsender in Berlin
Diese Liste enthält alle analogen Fernsehsender, die auf dem Gebiet des Bundeslandes Berlin gesendet haben. Im Zuge der Analogabschaltung wurden alle analogen Fernsehsender in Berlin abgeschaltet.
| Senderstandort             | Kanal-Nummer | Polarisation | Programm                               | Leistung (ERP, kW) | Anmerkungen                                                     |
| -------------------------- | ------------ | ------------ | -------------------------------------- | ------------------ | --------------------------------------------------------------- |
| Berlin-Alexanderplatz      | 5            | H            | TV.BERLIN                              | 100                | ehemals DDR I                                                   |
| Berlin-Alexanderplatz      | 27           | H            | ORB-Fernsehen                          | 1000               | ehemals DDR II                                                  |
| Berlin-Alexanderplatz      | 41           | H            | BBC World                              | 1                  | ehemals BFBS-TV (Standort Berlin-Westend, ERP 0,2 kW V)         |
| Berlin-Alexanderplatz      | 44           | H            | ProSieben                              | 700                | ursprünglich geplant für DDR III                                |
| Berlin-Alexanderplatz      | 51           | H            | n-tv                                   | 5                  | im Zuge der DVB-T-Tests ersatzlos abgeschaltet                  |
| Berlin (Schäferberg)       | 22           | H            | FAB                                    | 25                 | ehemals DDR II (Standort Berlin-Marzahn, ERP 0,005 kW H)        |
| Berlin (Schäferberg)       | 25           | H            | Sat.1/RIAS-TV                          | 125                |                                                                 |
| Berlin (Schäferberg)       | 29           | H            | VOX                                    | 14,7               | ehemals AFN Prime Atlantic (Standort Berlin-Dahlem, ERP 4 kW H) |
| Berlin (Schäferberg)       | 33           | H            | ZDF                                    | 330                |                                                                 |
| Berlin (Schäferberg)       | 39           | H            | SFB1                                   | 200                |                                                                 |
| Berlin (Schäferberg)       | 47           | H            | RTL II                                 | 100                |                                                                 |
| Berlin (Schäferberg)       | 56           | H            | RTL                                    | 100                |                                                                 |
| Berlin (Scholzplatz)       | 7            | H            | ARD (SFB)                              | 100                |                                                                 |
| Berlin (Quartier Napoleon) | 31           | H            | FFB                                    | 17,8               | nach der Wende abgeschaltet                                     |
| Berlin-Marzahn             | 35           | H            | DDR I                                  | 0,005              | nach der Wende abgeschaltet                                     |
| Berlin-Hohenschönhausen    | 37           | H            | DDR I                                  | 0,005              | nach der Wende abgeschaltet                                     |
| Berlin-Hohenschönhausen    | 23           | H            | DDR II                                 | 0,005              | nach der Wende → ZDF (Standort Biesenthal, ERP 1,1 kW H)        |
| Berlin-Karlshorst          | 21           | H            | (Sender der sowjetischen Streitkräfte) | 0,05               | nach der Wende abgeschaltet                                     |